# Бугульминский кантон
Бугульминский кантон (тат. Бөгелмә кантоны) — административно-территориальная единица в составе Татарской АССР, существовавшая в 1920—1930 гг.
Площадь — 8,8 тыс. км². Население — 257,6 тыс. чел. (1926).
Центр кантона — город Бугульма.

## Административное деление
По данным 1922 года в кантоне было 23 волости:
1. Альметевская.
2. Алькеевская.
3. Бавлинская.
4. Байрякинская.
5. Бугульминская (Спасская).
6. Карабашская.
7. Кичуйская (Ст. Куракинская).
8. Крымсарайская.
9. Куакбашская.
10. Масягутовская.
11. Микулинская.
12. Михайловская.
13. Ново-Письмянская.
14. Салиховская (Поповская).
15. Сакеевская.
16. Спиридоновская.
17. Сумароковская.
18. Сухояжская.
19. Ст. Кувакская.
20. Чеканская.
21. Черемшанская.
22. Шешминская.
23. Сходневская.
По данным 1926 года в кантоне было 14 волостей
- Абдрахмановская
- Азнакаевская
- Алькеевская
- Альметьевская
- Байрякинская
- Бавлинская
- Бугульминская
- Михайловская
- Поповская
- Салиховская
- Тумутуковская
- Черемшанская
- Чершилинская (центр — с. Нижние Чершилы)
- Шугурская

Волости делились на 215 сельсоветов.

## История
Кантон был образован в составе Татарской АССР. В его состав вошли город Бугульма, Азнакаевская, Алькеевская, Альметьевская, Бавлинская, Богоявленская, Варваринская, Каратаевская, Кузайкинская, Мосягутовская, Микулинская, Мордовско-Афонькинская, Мордовско-Ивановская, Мордовско-Кармальская, Нижне-Чершилинская, Ново-Письмянская, Поповская, Салиховская, Спасская, Спиридоновская, Стерлитамакская, Сумароковская, Тумутуковская, Урсалинская, Чеканская и Черемшанская волости Бугульминского уезда Самарской губернии.
В 1930 году Бугульминский кантон, как и все остальные кантоны Татарской АССР, был упразднён.
На его территории были образованы районы: Азнакаевский, Альметьевский, Бавлинский, Бугульминский, часть территории была включена в Черемшанский район.